# Tommy Trash
 (février 2015).
Si vous disposez d'ouvrages ou d'articles de référence ou si vous connaissez des sites web de qualité traitant du thème abordé ici, merci de compléter l'article en donnant les références utiles à sa vérifiabilité et en les liant à la section « Notes et références ».
Thomas Olsen, plus connu par son nom d'artiste Tommy Trash, né le 15 novembre 1987 à Bundaberg, est un disc jockey et producteur australien de musique electro house.

## Biographie
Tommy Trash a découvert la scène en 2006. L'un de ses plus grands succès est son single The End, sorti en 2011. Il a signé au Ministry of Sound Australia, la filiale australienne de Ministry of Sound. L'australien a collaboré avec de nombreux DJ comme John Dahlback, Steve Angello, Sebastian Ingrosso ou encore Digitalism. Il a également remixé les plus grandes pointures électroniques du monde, parmi eux Deadmau5, Kaskade, Dimitri Vegas & Like Mike, Zedd, Tiesto et la Swedish House Mafia.

## Discographie

### Singles

#### 2007
- It's A Swede Thing (avec Goodwill)
- Fuck To The Bass (avec Tom Piper)
- Slide
- One More (avec Tom Piper)

#### 2008
- Lover Lover (feat. Patsy Galore)
- Australia
- Let Me Love You

#### 2009
- Need Me To Say (feat. Mr. Wilson)
- My Eternity
- Stars (DBN & Tommy Trash Ft. Michael Feiner)

#### 2010
- Stay Close / Beautiful
- Stopwatch
- Blackwater (Carl Kennedy & Tommy Trash Ft. Rosie Henshaw)
- The Bum Song (avec Tom Piper)
- Bomjacker (avec DBN)
- All My Friends (Tommy Trash & Tom Piper Ft. Mr. Wilson)

#### 2011
- Big Fucking House (Angger Dimas Vs. Tommy Trash)
- Nothing Left To Lose (Tommy Trash, NO_ID & Sebastien Lintz)
- Come Undone (John Dahlbäck, Tommy Trash & Sam Obernik)
- The End
- Voodoo Groove
- Future Folk
- Mr President
- Blair Bitch Project
- Monkey See Monkey Do
- Ohrwurm

#### 2012
- Sex, Drugs, Rock N Roll
- Cascade
- In 'N' Out
- Falling (Tommy Trash Version) (Digitalism Vs. Tommy Trash)
- Reload (avec Sebastian Ingrosso)
- Sunrise (Won't Get Lost) (Tommy Trash Version)  (The Aston Shuffle Vs. Tommy Trash)
- Truffle Pig
- Tuna Melt (avec A-Trak)

#### 2013
- Reload (Take My Hand) (avec Sebastian Ingrosso & John Martin)
- Monkey In Love
- Hounds Of Hell (avec Wolfgang Gartner)
- Feel In The Sky (avec Nicky Romero & Steve Angello)
- Fuckwind

#### 2014
- The Little Death (avec KillaGrapham)
- Lord Of the Trance
- Love Like This (avec Henry Fong & Faith Evans)
- Hex (avec Wax Motif)

#### 2015
- About U (avec BURNS)

### EPs

#### 2008
- Amsterdam EP

### Remixes

#### 2006
- Sugiurumn - Star Baby (Goodwill & Tommy Trash Remix)

#### 2007
- Green Velvet Ft. Walter Phillips - Shake And Pop (Tommy Trash Remix)
- Delta Goodrem - Believe Again (Tommy Trash Remix)
- The Veronicas - Hook Me Up (Tommy Trash Remix)
- Benjamin Bates - Two Flies (Tommy Trash Remix)
- Tom Novy - Unexpected (Tommy Trash Remix)
- Arno Cost & Arias - Magenta (Goodwill & Tommy Trash Exclusive Remix)
- Anton Neumark - Need You Tonight (Goodwill & Tommy Trash Remix)
- Grafton Primary - Relativity (Tommy Trash Remix)
- Armand Van Helden - I Want Your Soul (Tommy Trash Remix)
- My Ninja Lover - 2 x 2 (Tommy Trash Vs. My Ninja Lover Remix)
- Betty Vale - Jump On Board (Tommy Trash Remix)

#### 2008
- The Camel Rider & Mark Alston Ft. Mark Shine - Addicted (Tommy Trash Remix)
- Faithless - Insomnia 2008 (Tommy Trash Electro Mix)
- Karton - Never Too Late (Tommy Trash & fRew Remix)
- Mason - The Ridge (Tommy Trash Remix)
- Dabruck & Klein - Cars (Tommy Trash Remix)
- Soul Central Ft. Abigail Bailey - Time After Time (Tommy Trash Remix)
- Meck Ft. Dino - So Strong (Tommy Trash Remix)
- Kaskade - Step One Two (Tommy Trash Remix)

#### 2009
- Chili Hifly Ft. Jonas - I Go Crazy (Tommy Trash Remix)
- fRew & Chris Arnott Ft. Rosie Henshaw - My Heart Stops (Tommy Trash Remix)
- Orgasmic & Tekitek - The Sixpack Anthem (Tommy Trash Remix)
- Neon Stereo - Feel This Real (Tommy Trash Remix)
- Lady Sovereign - I Got You Dancing (Tommy Trash Remix)

#### 2010
- Hiroki Esashika - Kazane (Tommy Trash Remix)
- Dave Winnel - Festival City (Tommy Trash Remix)
- Bass Kleph - Duro (Tommy Trash Remix)
- Stafford Brothers Ft. Seany B - Speaker Freakers (Tommy Trash Remix)
- DBN - Chicago (Tommy Trash Remix)
- Idriss Chebak - Warm & Oriental (Tommy Trash Remix)
- Anané - Plastic People (Tommy Trash Remix)
- Pocket808 Ft. Phil Jamieson - Monster (Babe) (Tommy Trash Remix)
- Dimitri Vegas & Like Mike Ft. Vangosh - Deeper Love (Tommy Trash Remix)
- Jacob Plant Ft. JLD - Basslines In (Tommy Trash Remix)
- The Potbelleez - Shake It (Tommy Trash Remix)

#### 2011
- fRew & Chris Arnott Ft. Rosie Henshaw - This New Style (Tommy Trash Remix)
- The Immigrant - Summer Of Love (She Said) (Tommy Trash Remix)
- Gypsy & The Cat - Jona Vark (Tommy Trash Remix)
- Grant Smillie Ft. Zoë Badwi - Carry Me Home (Tommy Trash Remix)
- BKCA aka Bass Kleph & Chris Arnott - We Feel Love (Tommy Trash Remix)
- Richard Dinsdale, Sam Obernik & Hook 'N' Sling - Edge Of The Earth (Tommy Trash Remix)
- John Dahlbäck Ft. Erik Hassle - One Last Ride (Tommy Trash Remix)
- EDX Ft. Sarah McLeod - Falling Out Of Love (Tommy Trash Remix)
- Dirty South & Thomas Gold Ft. Kate Elsworth - Alive (Tommy Trash Remix)
- Moby - After (Tommy Trash Remix)
- Zedd - Shave It (Tommy Trash Remix)
- Steve Forte Rio Ft. Lindsey Ray - Slumber (Tommy Trash Remix)
- R3hab & Swanky Tunes Ft. Max'C - Sending My Love (Tommy Trash Remix)
- Timbaland Ft. Pitbull - Pass At Me (Tommy Trash Remix)

#### 2012
- Swedish House Mafia Vs. Knife Party - Antidote (Tommy Trash Remix)
- Swedish House Mafia Vs. Knife Party - Antidote (Tommy Trash Club Mix)
- Steve Aoki Ft. Wynter Gordon - Ladi Dadi (Tommy Trash Remix)
- Chris Lake - Build Up (Tommy Trash Edit)
- Pnau - Unite Us (Tommy Trash Remix)
- Nadia Ali - When It Rains (Tommy Trash Remix)
- Nicky Romero - Toulouse (Tommy Trash Remix)
- fRew Ft. John Dubbs & Honorebel - Wicked Woman (Tommy Trash Remix)
- Moguai & Tommy Trash - In 'N' Out (Tommy Trash Club Mix)
- Deadmau5 Ft. Chris James - The Veldt (Tommy Trash Remix)
- Digitalism Vs. Tommy Trash - Falling (Tommy Trash Version)
- Cubic Zirconia - Darko (Tommy Trash Remix)
- The Aston Shuffle Vs. Tommy Trash - Sunrise (Won't Get Lost) (Tommy Trash Version)

#### 2013
- Sub Focus Ft. Alex Clare - Endorphins (Tommy Trash Remix)
- Destructo - Higher (Tommy Trash Remix)
- Empire Of The Sun & Tommy Trash - Celebrate (Tommy Trash Remix)